# Lycodonus
Lycodonus is een geslacht van straalvinnige vissen uit de familie van puitalen (Zoarcidae). Het geslacht is voor het eerst wetenschappelijk beschreven in 1883 door Goode & Bean.

## Soorten
- Lycodonus flagellicauda (Jensen, 1902)
- Lycodonus malvinensis Gosztonyi, 1981
- Lycodonus mirabilis Goode & Bean, 1883
- Lycodonus vermiformis Barnard, 1927